# 슬로베니아 민주야당
슬로베니아 민주야당(슬로베니아어: Demokratična opozicija Slovenije, DEMOS)은 슬로베니아 민주연합, 슬로베니아 민주당, 슬로베니아 기독민주당, 농민연합, 녹색당이 모여 이룬 중도우파 정당연합이다. 이 모든 정당은 1989년 12월 공산주의 정부가 슬로베니아 내에서 처음으로 다당제를 허가한 이후 설립하였다.
당대표는 슬로베니아의 유명 반체제 인사인 요제 푸치니크이다.
1990년 4월 열린 첫 다당제 총선에서 슬로베니아 민주야당은 54%의 득표를 얻어 슬로베니아의 제1당이 되어 슬로베니아 기독민주당 소속 로이제 페테를레를 총리로 한 첫 비공산주의 내각이 수립되었다. 민주연합은 슬로베니아 내 민주화, 민영화, 시장 경제 구현을 주도하였으며 1991년 6월 25일 발발한 슬로베니아의 독립 전쟁인 10일 전쟁에도 관여하였다.
슬로베니아 민주야당 정당연합은 1992년 경 소속 정당 간 의견 충돌로 해체되었다. 1992년 4월 공식적으로 민주연합이 해체되었으며 이후 DEMOS의 구 정당 일부가 모여 야네스 드르노브셰크의 새 연립내각이 수립되었다.

## 같이 보기
- JBTZ 재판
- 1989년 혁명
- 유고슬라비아의 해체
- 슬로베니아의 역사